# Ionești, Argeș
Ionești este un sat în comuna Buzoești din județul Argeș, Muntenia, România.

## Geografia
Ionești este scăldat de râul Teleorman. Se află la o distanță de aproximativ 10 km de orașul Costești și la o distanță de aproximativ 35 km de orașul Pitești. Se învecinează cu satele Șerboeni, Tomșanca și Bujoreni, toate făcând parte din comuna Buzoești.

## Servicii publice
În Ionești a existat o școală care a fost desființată acum vreo 2-3 ani, iar copiii de acolo au fost transferați la școala din Șerboeni sau la cea din Vulpești. În prezent, clădirea școlii este folosită ca dispensar cu farmacie.
În fiecare an pe data de 29 iunie, de Sf. Ap. Petru și Pavel (data variază, de obicei are loc duminica), se organizează un fel de bâlci denumit popular acolo „târg”.

## Transport
Zilnic circulă mijloace de transport (maxitaxi sau autobuze) care fac legătura între Costești și Curteanca, sau între Pitești și Curteanca.
Pe dealul apropiat de sat („Dealul Burzii”) trece o linie de cale ferată care face legătura dintre Pitești și Roșiorii de Vede. Acolo există și stația Halta Ionești.